# 長崎県立清峰高等学校
長崎県立清峰高等学校（ながさきけんりつ せいほうこうとうがっこう, 英: Nagasaki Prefectural Seiho High School）は、長崎県北松浦郡佐々町中川原免にある男女共学の公立高等学校。

## 概観
長崎県立清峰高等学校は1952年に長崎県立北松南高等学校（ながさきけんりつ ほくしょうみなみこうとうがっこう）として創立された。2003年に現校名に改称、総合学科に改編した。生徒は自分の進路に応じて科目を選択することができ、卒業後の進路は大学、短期大学、専門学校、就職など様々である。また、福祉関係の進路を希望する生徒は介護職員初任者研修講座の受講、資格取得を目指すこともできる。2000年代後半に野球部が甲子園に出場するなどの成績を上げ、第81回選抜高等学校野球大会では春夏通じて長崎県勢として初めての全国制覇を果たしたことで知られる。

## 基礎データ

### 校訓
「誠實」（誠実）を校訓としている。これは北松南高校創立時に当時の文部大臣天野貞祐によって送られた言葉である。

### 校章
学校のそばを流れる佐々川から飛び立つ白鷺を図案化したものを校章としている。新しい学校・そしてそこに学ぶ生徒たちのこれからの飛躍・活躍の願いがこめられている。校名改称・学科改編の際に当時赴任していた美術教諭によってデザインされたものである。

### 校歌
校歌は校名改称・学科改編の際に当時赴任していた音楽教諭によって作詞・作曲された。1番のみの構成。

### アクセス
- 最寄りの駅
  - 松浦鉄道西九州線
    - 「清峰高校前駅」
- 最寄りのバス停
  - 西肥自動車
    - 「小春(清峰高校入口)」バス停
- 最寄りの国道
  - 国道204号

ちなみに、清峰高校前駅はかつて上佐々駅という名前であったが、野球部の活躍にあわせて2007年に現駅名に改名された。詳細は清峰高校前駅#駅名改称を参照。

### 周辺
- 佐々町立佐々小学校
- 佐々川
- 皿山公園

## 沿革
- 1952年5月4日 - 長崎県立北松南高等学校として設立される。
- 1978年3月31日 - 定時制課程を長崎県立佐世保中央高等学校に移管・統合したことにより廃止。
- 1993年4月1日 - 情報処理科を新設。
- 2003年4月1日 - 校名を長崎県立清峰高等学校（現校名）に改称。普通科、商業科、情報処理科を廃して総合学科に改編。
- 2005年3月31日 - 普通科・商業科を閉科。

## 学校行事

### 前期
- 4月 - 始業式、入学式、歓迎遠足
- 5月 - 開校記念日（4日）、新入生宿泊研修、PTA総会
- 6月 - 高総体、第1回考査
- 7月 - 生徒会役員選挙、球技大会、夏季補習
- 8月 - 平和学習（9日 長崎原爆の日）、夏季休業、夏季補習、オープンスクール
- 9月 - 体育祭
- 10月始め - 第2回考査、終業式、秋季休業

### 後期
- 10月 - 始業式、県総文祭、合唱コンクール、文化祭
- 11月 - 第3回考査（～12月）
- 12月 - 高1インターンシップ、高2修学旅行、球技大会、冬季休業
- 1月 - 3年生第4回考査
- 2月 - 高校推薦入試、1･2年生第4回考査、校内マラソン大会、総合学科発表会
- 3月 - 卒業式、高校一般入試、終業式

## 部活動

### 運動部
- 剣道部
- 弓道部
- サッカー部（男）
- 柔道部
- 卓球部
- ソフトテニス部
- バスケットボール部
- バレーボール部（女）
- 野球部（男）
- 陸上部
- バドミントン部（女）
- ハンドボール部（女）

### 文化部
- コーラス部
- JRC（Junior Red Cross）
- 茶道部
- 写真・新聞部
- 情報処理部
- 吹奏楽部
- 美術部
- 図書部
- 英会話同好会

### 活動成績
野球部
- 2005年（平成17年）
  - 第87回全国高等学校野球選手権大会に長崎代表として初出場。同年の選抜優勝校である愛工大名電高校（延長13回）や、前年度の準優勝校である福井優也を擁する済美高校に勝利し、「ミラクル清峰」と言われた。3回戦で辻内崇伸投手や平田良介外野手や中田翔外野手を擁する大阪桐蔭高校に敗れる。
- 2006年（平成18年）
  - 第78回選抜高等学校野球大会に九州第一代表として出場。決勝の横浜高校戦で0-21と惨敗したものの、初出場ながら準優勝を果たす。
  - 第88回全国高等学校野球選手権大会では2年連続2回目の出場。1回戦は光南高校に22-3と圧勝したが[注 1]、2回戦で福井商業高校に6-7で敗退した。
- 2008年（平成20年）
  - 第90回全国高等学校野球選手権記念大会に2年ぶり3回目の出場。1回戦は栃木代表白鷗大学足利高校に11-3と大差で勝利した。しかし、2回戦で西愛知代表東邦高校に4-5で敗退した。
  - 選手権記念大会後に、監督が勇退し部長になるも、新監督が高野連から処分を受ける事態が発生し、前監督が再度監督に就任。10月に佐賀市で開かれた九州地区高校野球大会（秋季大会）では、3年ぶりに優勝を果たし、2009年（平成21年）春の選抜出場を決めた。
- 2009年（平成21年）
  - 第81回選抜高等学校野球大会に九州第一代表として出場。好投手今村猛を擁して3年ぶりの決勝進出を果たした。その決勝戦では菊池雄星と投手戦を演じ、花巻東高校（岩手）を1-0で破り初優勝。長崎県勢としても、春夏通じて初の全国制覇を果たした。
  - 夏の高校野球長崎大会準々決勝で長崎日大高校に敗れる。
- 2011年（平成23年）
  - 夏の高校野球長崎大会決勝で海星高校に敗れる。

コーラス部
- 旧校名時代の1998年（平成10年）から2001年（平成13年）まで4年連続で全日本合唱コンクール全国大会に九州代表として出場。初出場の1998年に金賞を受賞したほか、銀賞2回、銅賞1回を受賞している。現校名に変更後も、全日本合唱コンクール、NHK全国学校音楽コンクールの両コンクールで長崎県代表として九州大会に出場している。

## 著名な出身者
- 上田卓司（元フジタ社長）
- 古川秀一（元プロ野球選手）
- 今村猛（元プロ野球選手、元広島東洋カープ）
- 中村稔弥（プロ野球選手、千葉ロッテマリーンズ）
- いけ団地（お笑い芸人）